# Medaile svatého Petra a Pavla
Medaile svatého Petra a Pavla  je udělována brněnským římskokatolickým biskupem Vojtěchem Cikrlem.
Ocenění se uděluje od roku 2007 (kdy se slavilo 230. výročí založení brněnské diecéze) kněžím brněnské diecéze za obětavou službu církvi, ale také mnoha osobnostem za mimořádné nasazení v nejrůznějších profesích a oblastech  činnosti.
Autorem medaile o průměru padesáti milimetrů byl sochař a medailér Josef Uprka. Svatí Petr a Pavel jsou patrony brněnské diecéze a patrony katedrály na Petrově.

## Seznam nositelů z řad laiků
- Václava Dudová, předsedkyně Konference vyšších představených ženských řeholí v ČR
- Petr Fiala, ředitel Velikonočního festivalu duchovní hudby
- Růžena Fialová, koordinátorka hnutí Modlitby matek v ČR
- Milena Flodrová, historička
- Josef Gerbrich, zakladatel a vedoucí  Svatomichalské gregoriánské scholy v Brně
- Oldřich Haičman, ředitel Diecézní charity Brno [1]
- Pavel Hamřík, ředitel Varhanické školy v Brně
- Zdeněk Hatina, hudebník z Brna
- Milivoj Husák, výtvarný umělec
- Vladimír Jindra, ředitel Charitního domova Moravec
- Ludvík Kolek, výtvarný umělec  [1]
- Petr Konzal, zakladatel Diecézní charity Brno
- Miroslav Krejčíř, publicista
- Miloš Krejza, hudebník Letovice
- Radek Líkař, vedoucí prodejny Donum
- Cyril Martinek, odborník v oblasti sociálního učení církve
- Jakub Nosek, kameraman a režisér ČT Brno
- František Odehnal, spisovatel
- Marie Oujezdská, Národní centrum pro rodinu
- Zdeněk Pololáník, hudební skladatel [2]
- Karel Rechlík, výtvarný umělec
- Jana Saňová, ředitelka Dívčí katolické školy
- Jiří Sehnal, diecézní organolog
- Jan Svoboda, zakladatel tradice Betlémského světla v ČR
- Jiří Šindler, výtvarný umělec
- Květoslav Šipr, tajemník Rady pro bioetiku ČBK  [1]
- Alena Veselá, JAMU
- Josef Zeman, ředitel Národního centra pro rodinu